# Passaporto slovacco
Il passaporto slovacco (Cestovný pas Slovenskej republiky) è un documento di identità rilasciato ai propri cittadini dalla Repubblica Slovacca per i loro viaggi fuori dall'Unione europea e dallo Spazio economico europeo
Vale come prova del possesso della cittadinanza slovacca ed è necessario per richiedere assistenza e protezione presso le ambasciate slovacche nel mondo.

## Caratteristiche
Il passaporto slovacco rispetta le caratteristiche dei passaporti dell'Unione europea.
La copertina è di colore rosso borgogna con lo stemma della Slovacchia al centro, le scritte "EURÓPSKA ÚNIA" e subito sotto "SLOVENSKÁ REPUBLIKA" sopra lo stemma e la parola "CESTOVNÝ PAS" in basso.
Nel passaporto biometrico (e-passport) compare anche l'apposito simbolo  
La Slovacchia ha iniziato il rilascio dei passaporti biometrici il 15 gennaio 2008. I dati biometrici consistevano solamente nella foto del viso. Il 22 giugno 2009 i passaporti sono stati modificati per includere un secondo dato biometrico, quello delle impronte digitali.